# 장솨이
장솨이(중국어 간체자: 张帅, 정체자: 張帥, 병음: Zhāng Shuài, 1989년 1월 21일 ~ )는 중국의 여자 프로 테니스 선수이다.

## 경력
장솨이는 6세 시절부터 테니스를 시작했으며 2003년에 프로 선수로 전향한 이후에 ITF 여자 서킷 대회에 처음 출전했다. 2007년 호주 오픈을 시작으로 4대 메이저 대회 예선에 도전했고 2008년 US 오픈에서 처음 출전했다. 장솨이는 1차전에서 시드 선수와 맞대결한 경우가 많았고 2015년 프랑스 오픈까지 출전한 14차례의 대회에서 첫 경기 연속 패배를 당했다.
2009년 10월에 열린 차이나 오픈에서는 당시 세계 랭킹 226위를 기록하고 있었는데 1회전에서 이베타 베네쇼바에 6-4, 6-2 승리를, 2회전에서는 당시 세계 랭킹 1위였던 디나라 사피나에 7-5, 7-6 승리를 기록하여 3회전에 진출하는 성과를 기록했다. 2013년 9월에 열린 광저우 국제 여자 오픈 단식에서는 와일드 카드로 참가했고 결승전에서 바니아 킹에 7-6, 6-1 승리를 기록하면서 첫 단식 타이틀을 획득했다.
2014년 5월에 열린 BNL 이탈리아 국제 오픈에서는 2회전에서 당시 세계 랭킹 5위를 기록하고 있던 페트라 크비토바에 7-6, 5-7, 6-3 승리를 기록하면서 3회전에 진출하는 성과를 기록했다. 2016년 호주 오픈에서는 시모나 할레프를 6-4, 6-3 승리를 기록하여 4대 메이저 대회에서 첫 승을 기록했고 8강전에 진출하는 성과를 기록했다. 2016년 11월 14일에는 자신의 개인 최고 세계 랭킹인 23위를 기록했다.
2011년 오사카 HP 오픈에서는 다테 기미코와 함께 복식을 구성하여 바니아 킹-야로슬라바 시베도바 조에 7-5, 3-6, 11-9 승리를 기록하여 투어 첫 우승을 차지했다. 2012년 런던 하계 올림픽에서는 리나와 함께 복식을 구성하여 2회전에 진출했다. 2012년 US 오픈에서는 좡자룽과 함께 복식을 구성하여 8강전에 진출했고 2017년 US 오픈에서는 잔하오칭과 함께 복식을 구성하여 8강전에 진출했다.
2018년 US 오픈에서는 서맨사 스토서와 함께 조를 구성하여 결승전에 진출했다. 2019년 US 오픈에서는 서맨사 스토서와 함께 조를 구성하여 버보시 티메어-크리스티나 믈라데노비치 조를 6-3, 6-4 승리를 기록하면서 첫 4대 메이저 대회 타이틀을 차지했다.